# Lonnie Gordon
Lonnie Gordon (Filadelfia, 8 novembre 1965) è una cantautrice statunitense di genere Hi-NRG, House e Soul, originaria di New York.
Ebbe successo negli anni '90 con i singoli Happenin' All Over Again e Gonna Catch You.

## Discografia

### Singoli
- 1987 - Cinco De Mayo (Tropical Beat featuring Lonnie Gordon)
- 1989 - I've Got Your Pleasure Control (Simon Harris featuring Lonnie Gordon) (UK #60)
- 1989 - It's Not Over (Let No Man Put Asunder) (UK #91)
- 1990 - Happenin' All Over Again (UK #4)
- 1990 - Beyond Your Wildest Dreams (UK #48)
- 1990 - If I Have To Stand Alone (UK #68)
- 1991 - Gonna Catch You (UK #32 - ITA #9)
- 1993 - Bad Mood
- 1994 - Do You Want It
- 1995 - Love Eviction (Quartz Lock featuring Lonnie Gordon) (UK #32)
- 1996 - A God That Can Dance (Shield featuring Lonnie Gordon)
- 1996 - Dirty Love
- 1996 - If You Really Love Me
- 1998 - Beat The Street
- 1999 - Everybody's Talking
- 2001 - Falling In And Out Of Love (Orienta-Rhythm featuring Lonnie Gordon)
- 2001 - He Lives In You
- 2001 - Warrior
- 2011 - A God That Can Dance (Northernbeat featuring Lonnie Gordon)
- 2014 - Horny
- 2014 - Rain (Themistry featuring Lonnie Gordon & Angie Brown)
- 2014 - When I Think About Sex (I Think Of You)

### Album
- 1991 - If I Have To Stand Alone
- 1993 - Badmood

### Raccolte
- 2000 - No Regret
- 2002 - Very Best Of - Collection Icons
- 2007 - Looking Through Time - Lonnie Gordon's Greatest Hits Volume 2
- 2007 - Anthems
- 2007 - Anthology 1
- 2007 - Anthology 2